# 더 펜션
"더 펜션"은 2018년에 개봉한 대한민국의 영화이다.

## 캐스팅
- 조재윤 : 재덕 역
- 조한철 : 추호 역
- 박효주 : 미경 역
- 박혁권 : 남편 역
- 이영진 : 여자 역
- 김태훈 : 남자 역
- 신소율 : 자영 역
- 이이경 : 인호 역
- 황선희 : 소이 역
- 오태경 : 유괴범 역
- 한재영 : 무성 역
- 박지연 : 유진 역
- 유지연 : 미연 역
- 황건 : 원기 역
- 신정만 : 동식 역
- 윤주 : 승주 역
- 김하연 : 채은 역(박효주 딸역)
- 설우형 : 종현 역
- 조영지 : 재덕 전 아내 역
- 한진선 : 윤선 / 인호 전 여자친구 (목소리) 역
- 임나무 : 재덕 모 (목소리) 역
- 채유리 : 자영 딸 역
- 이서우 : 자영 딸 역
- 김진옥 : 원기 약혼녀 역

## 같이 보기
- 2018년 대한민국의 영화 목록